# Římská datace
 Datace římského kalendáře se prováděla pomocí pevně daných dat kalend, non a id, které označovaly první, 5. (7.) a 13. (15.) den měsíce a původně souvisely s fázemi Měsíce. Den se neurčoval jako v našem kalendáři pořadovým číslem dne v měsíci, ale počtem dní, které zbývají do nejbližšího z těchto pevných dat.
1. Pokud se jednalo o jeden z těchto dní, používal se časový ablativ: Calendis, česky o kalendách (prvního).
2. Předcházející den se označoval výrazem pridie: pridie Calendas, česky den před kalendami (tj. poslední den předcházejícího měsíce).
3. V ostatních případech číslo v dataci určovalo, kolik dní zbývá do nejbližšího z těchto pevných dat, započítával se i tento den. Často se psalo ante diem x nebo a. d. x. Např.: ante diem III Calendas nějakého měsíce označuje předposlední den předcházejícího měsíce, neboli „kalendy (tj. 1.) nastanou třetí den“.

Číslo v datu se psalo buď římskou číslicí (bez tečky) nebo latinskou řadovou číslovkou (po ante diem v akuzativu a samostatně v ablativu). Kalendy, nony a idy jsou v češtině stejně jako v latině vždy v množném čísle. Označují konkrétní den měsíce, případně i různě dlouhou část měsíce, která tomuto dni předchází.
Caesarovou reformou se kalendář definitivně změnil z lunisolárního na solární, kalendy, nony a idy pak zůstaly tradičním označením určitých dnů a ztratily svoji souvislost s fázemi Měsíce.

## Kalendy
Kalendy (lat. Calendae, případně Kalendae) je název prvního dne v měsíci v římském kalendáři. Slovo je odvozeno od slovesa calare (dosud v italštině), které vyvolával tehdy kněz při novoluní. Původ tohoto slova a vyvolávání je ve významu dluhů, dluhopisů, na začátku měsíce se účtovalo, splácelo, snižovalo dluhy. Od kalend je odvozeno slovo kalendář.
Kalendy jsou specifickým prvkem římského kalendáře. Proto existovalo v latině přísloví, používané v italštině zřídka i dnes, ad Calendas Graecas - „o řeckých kalendách“, tedy lidově „až naprší a uschne“, „na svatého Dyndy“, tj. nikdy, protože řecký kalendář žádné kalendy neměl.
Římský kalendář uváděl data zpětně, tedy opačně, než jak se datuje dnes. Období kalend je tak období do kalend, nikoliv po nich.
Výpočet se provádí tak, že počet dnů předcházejícího měsíce (m) se zvýší o 2 (jeden den proto, že kalendy jsou první den měsíce následujícího a při přičtení počtu dnů měsíce předešlého jsme logicky stále na posledním dni předešlého, a druhý den proto, že Římané počítali do součtu dní i “dnešní” den, takže “třináct dní do kalend” znamenalo z dnešního pohledu dvanáct dní do kalend) a odečte číslo uvedené v datu před kalendami (x). Tedy pro x Calendas : (m+2) - x. Protože kalendy jsou první den v měsíci, dny před nimi jsou v měsíci předešlém.
Např.:
- XIII Calendas Novembris: (31+2) - 13 = 20. října (předcházející měsíc (říjen) má 31 dnů, k tomu přičíst 2 a odečíst XIII (13), tedy 20. den předcházejícího měsíce října),
- XI Calendas Octobris: September má 30 dní, tedy (30+2) - 11 = 21. září,
- I Calendas Octobris: 30+2 - 1= ~31. září, tedy 1. října.

## Nony
Nony (lat. Nonae) označují v březnu, květnu, červenci a říjnu 7. den, v ostatních měsících 5. den. Nonae (deváté) označují devátý den před idami (včetně) a původně odpovídaly první čtvrti Měsíce.
Výpočet pro x Nonae se provádí tak, že dle toho, který den jsou v daném měsíci nony se k 7 nebo 5 přičte 1 a odečte číslo před nonami (x). Vzoreček pro 3., 5., 7. a 10. měsíc: (7+1) - x, pro ostatní měsíce: (5+1) - x.
Např.:
- VI Nonas Octobris: v říjnu jsou nony 7. dne, tedy (7+1) - 6 = 2. října
- IV Nonas Septembris: v září jsou nony 5. dne, tedy (5+1) - 4 = 2. září

| Měsíc | 1        | 2         | 3       | 4       | 5     | 6      | 7      | 8        | 9         | 10      | 11       | 12       |
| lat.  | Januaris | Februaris | Martius | Aprilis | Maius | Junius | Julius | Augustus | September | October | November | December |
| Nony  | 5.       | 5.        | 7.      | 5.      | 7.    | 5.     | 7.     | 5.       | 5.        | 7.      | 5.       | 5.       |
| Idy   | 13.      | 13.       | 15.     | 13.     | 15.   | 13.    | 15.    | 13.      | 13.       | 15.     | 13.      | 13.      |

## Idy
Idy (lat. Idus) označují v březnu, květnu, červenci a říjnu 15. den, v ostatních měsících 13. den. Původně označovaly úplněk a střed měsíce, který býval dnem splatnosti. Výraz pochází z etruštiny.
Výpočet pro x Idus se provádí obdobně jako u non - tedy dle toho, který den jsou v daném měsíci idy, se k 15 nebo 13 přičte 1 a odečte číslo před idami (x). Vzoreček pro 3., 5., 7. a 10. měsíc: (15+1) - x, pro ostatní měsíce: (13+1) - x.
Např.:
- III Idus Martii: v březnu jsou idy 15. dne, tedy (15+1) - 3 = 13. března
- VIII Idus Decembris: v prosinci jsoi idy 13. dne, tedy (13+1) - 8 = 6. prosince

Z dějinného hlediska mají zvláštní důležitost březnové idy. – 15. března 44 př. n. l. byl spiklenci zavražděn římský vládce Julius Caesar. Plutarchos a Suetonius píší o varování augura Spurinny Caesarovi, že se má v těchto březnových dnech střežit („Cave Idus Martias!“).

## Tabulka
Tabulka pro převod v juliánském kalendáři. Poslední řádek se vztahuje ke kalendám: 27. 3. (Martius) bude VI Calendas Aprilis, tedy šestý den před dubnovými kalendami.
| Den   | 3. Martius, 5. Maius, 7. Julius, 10. October | 1. Januarius, 8. Augustus, 12. December | 4. Aprilis, 6. Junius, 9. September, 11. November | 2. Februarius                      |
| ----- | -------------------------------------------- | --------------------------------------- | ------------------------------------------------- | ---------------------------------- |
| pozn. | 31 dní, idy 15. nony 7.                      | 31 dní                                  | 30 dní                                            | 28 (29) dní                        |
| 1.    | Calendis                                     | Calendis                                | Calendis                                          | Calendis                           |
| 2.    | VI Nonas                                     | IV Nonas                                | IV Nonas                                          | IV Nonas                           |
| 3.    | V Nonas                                      | III Nonas                               | III Nonas                                         | III Nonas                          |
| 4.    | IV Nonas                                     | Pridie Nonas                            | Pridie Nonas                                      | Pridie Nonas                       |
| 5.    | III Nonas                                    | Nonis                                   | Nonis                                             | Nonis                              |
| 6.    | Pridie Nonas                                 | VIII Idus                               | VIII Idus                                         | VIII Idus                          |
| 7.    | Nonis                                        | VII Idus                                | VII Idus                                          | VII Idus                           |
| 8.    | VIII Idus                                    | VI Idus                                 | VI Idus                                           | VI Idus                            |
| 9.    | VII Idus                                     | V Idus                                  | V Idus                                            | V Idus                             |
| 10.   | VI Idus                                      | IV Idus                                 | IV Idus                                           | IV Idus                            |
| 11.   | V Idus                                       | III Idus                                | III Idus                                          | III Idus                           |
| 12.   | IV Idus                                      | Pridie Idus                             | Pridie Idus                                       | Pridie Idus                        |
| 13.   | III Idus                                     | Idibus                                  | Idibus                                            | Idibus                             |
| 14.   | Pridie Idus                                  | XIX Calendas *                          | XVIII Calendas *                                  | XVI Calendas *                     |
| 15.   | Idibus                                       | XVIII Calendas *                        | XVII Calendas *                                   | XV Calendas *                      |
| 16.   | XVII Calendas *                              | XVII Calendas *                         | XVI Calendas *                                    | XIV Calendas *                     |
| 17.   | XVI Calendas *                               | XVI Calendas *                          | XV Calendas *                                     | XIII Calendas *                    |
| 18.   | XV Calendas *                                | XV Calendas *                           | XIV Calendas *                                    | XII Calendas *                     |
| 19.   | XIV Calendas *                               | XIV Calendas *                          | XIII Calendas *                                   | XI Calendas *                      |
| 20.   | XIII Calendas *                              | XIII Calendas *                         | XII Calendas *                                    | X Calendas *                       |
| 21.   | XII Calendas *                               | XII Calendas *                          | XI Calendas *                                     | IX Calendas *                      |
| 22.   | XI Calendas *                                | XI Calendas *                           | X Calendas *                                      | VIII Calendas *                    |
| 23.   | X Calendas *                                 | X Calendas *                            | IX Calendas *                                     | VII Calendas *                     |
| 24.   | IX Calendas *                                | IX Calendas *                           | VIII Calendas *                                   | VI Calendas *                      |
| 25.   | VIII Calendas *                              | VIII Calendas *                         | VII Calendas *                                    | V Calendas * (bis VI)              |
| 26.   | VII Calendas *                               | VII Calendas *                          | VI Calendas *                                     | IV Calendas * (V)                  |
| 27.   | VI Calendas *                                | VI Calendas *                           | V Calendas *                                      | III Calendas * (IV)                |
| 28.   | V Calendas *                                 | V Calendas *                            | IV Calendas *                                     | Pridie Calendas * (III)            |
| 29.   | IV Calendas *                                | IV Calendas *                           | III Calendas *                                    | (Pridie C. *)                      |
| 30.   | III Calendas *                               | III Calendas *                          | Pridie Calendas *                                 |                                    |
| 31.   | Pridie Calendas *                            | Pridie Calendas *                       |                                                   |                                    |
|       | * Aprilis, Junii, Augusti, Novembris         | * Februarii, Septembris, Januarii       | * Maii, Julii, Octobris, Decembris                | * Martii (v závorce přestupný rok) |